# Bethesda (Antigua e Barbuda)
Bethesda è una città di Antigua e Barbuda, ubicata sull'isola di Antigua e appartenente alla parrocchia di Saint Paul.
| Controllo di autorità | VIAF (EN) 133958629 · LCCN (EN) nb2010017204 |